# 第29回国民体育大会
第29回国民体育大会（だい29かいこくみんたいいくたいかい）は、1974年に開催された国民体育大会である。夏季・秋季大会のテーマは「水と緑のまごころ国体」。

## 概要
| 季    | 期間                      | 開催地                       | 競技数 | 参加者数 |
| ----- | ------------------------- | ---------------------------- | ------ | -------- |
| 冬    | 1974年1月24日 - 1月27日   | 北海道札幌市・苫小牧市       | 1      | 1,724    |
| 冬    | 1974年2月17日 - 2月20日   | 福島県猪苗代町               | 1      | 1,863    |
| 夏    | 1974年9月7日 - 9月10日    | 茨城県水戸市・土浦市・潮来市 | 3      | 3,665    |
| 秋    | 1974年10月20日 - 10月25日 | 茨城県                       | 28     | 16,526   |
| 合 計 | 合 計                     | 合 計                        | 35     | 23,778   |

## 実施競技
- 陸上競技
- 水泳
- サッカー
- スキー
- テニス
- 漕艇
- ホッケー
- ボクシング
- バレーボール
- 体操
- バスケットボール
- スケート
- レスリング
- ヨット
- ウェイトリフティング
- ハンドボール
- 自転車競技
- ソフトテニス
- 卓球
- 軟式野球
- 相撲
- 馬術
- フェンシング
- 柔道
- ソフトボール
- バドミントン
- 弓道
- ライフル射撃
- 剣道
- ラグビー
- 高校野球

## 総合成績

### 天皇杯
- 1位 - 茨城県
- 2位 - 東京都
- 3位 - 埼玉県

### 皇后杯
- 1位 - 茨城県
- 2位 - 東京都
- 3位 - 大阪府